# American Renaissance (Zeitschrift)
American Renaissance ist eine US-amerikanische rechtsradikale Zeitschrift aus Oakton (Virginia), die Positionen des weißen Separatismus vertritt. Sie wurde 1990 vom Journalisten Jared Taylor gegründet und wird von der New Century Foundation herausgegeben. Um die Zeitschrift formierte sich eine Online-Gemeinde von gleichgesinnten Aktivisten und Anhängern.
Im ideologischen Vordergrund steht die Behauptung, dass viele der sozialen Probleme, die sich heute in den USA zeigen, auf die Diversität von Rassen und Kulturen zurückgeführt werden können. Als Alternative wird eine drastische Einschränkung von Einwanderung und eine freiwillige Rassentrennung propagiert. Die Zeitschrift befasst sich des Weiteren mit genetischen Rassenunterschieden in Hinblick auf Intelligenz und andere Fähigkeiten. Es wird jährlich eine Konferenz zu diesen und verwandten Themen gehalten.
Eine von den Fox-Nachrichten am 9. Januar 2011 lancierte Meldung, die den Schützen des sogenannten Tucson-Anschlags mit American Renaissance in Verbindung brachte und sich auf das Heimatschutzministerium der Vereinigten Staaten berief, wurde von diesem dementiert. In der Meldung der Fox-Nachrichten wurde American Renaissance als „antisemitisch, anti-Regierung und anti-ZOG“ bezeichnet. Diese Beschuldigungen wurden von American Renaissance mit Verweis auf jüdische Mitglieder und Autoren entschieden zurückgewiesen. Es stellte sich später heraus, dass die Meldung vom Arizona Counter Terrorism Information Center stammte, und laut dessen Betreiber mehrere Fehler und Ungenauigkeiten enthielt.